# Wielki Kack
Wielki Kack (deutsch Groß Katz, kaschubisch Wiôldżi Kack) ist ein Stadtteil von Gdingen in der polnischen Woiwodschaft Pommern. Er grenzt an die folgenden Bezirke: nördlich an Dohnasberg und Karwiny, östlich an Klein Katz und die Stadt Zoppot, westlich an die Gemeinde Zuckau und südlich an die Stadt Danzig.
Groß Katz ist seit 1953 verwaltungstechnisch Teil der Stadt Gdingen, davor war es ein eigenständiges Dorf.
Groß Katz ist ein ehemaliges Dorf des Bistums Leslau.

## Geschichte
Groß Katz wurde im Mittelalter am Katzfließ gegründet (erste Erwähnung 1236: in flumine Cacza), von dem es seinen Namen hat (heute heißt dieser Flussabschnitt Źródło Marii). Die erste Erwähnung einer Siedlung im Gebiet von Groß Katz stammt aus dem Jahr 1277 aus einer Urkunde des Herzogs Mestwin II, der das Dorf Katzco den Bischöfen von Leslau schenkte. Damals konzentrierten sich die Gebäude entlang des heutigen Baches Źródło Marii und entlang der heutigen Straße Źródło Marii. Im Jahr 1282 gab es hier bereits eine Pfarrei. Ab 1301 bildete Groß Katz mit Quaschin einen Grundbesitz, genannt Klucz Kacki, und blieb bis 1773 ein bischöfliches Gut.
Nach der Ersten Teilung Polens fiel das Land an den preußischen Staat, und es wurde eine Bauernbefreiung durchgeführt, die bis 1865 dauerte. 1894 wurde an der Stelle des alten Gotteshauses die St.-Lorenz-Kirche gebaut, die bis heute erhalten geblieben ist.
Anfang der 1920er Jahre wurde hier eine Eisenbahnlinie eingerichtet, die Gdingen mit Kokoschken verband. Im Jahr 1930 wurde ein Teilstück der heute noch existierenden Kohlehauptstrecke von Schlesien nach Gdingen eröffnet. Die Kohlebahn war die modernste Eisenbahnstrecke in Europa. Im Zusammenhang mit dem Bau der Bahnlinie wurde ein See neben der Bahnstrecke, der sogenannte Groß Katzer See, trockengelegt.
Durch einen Beschluss des Ministerrats vom 22. August 1953 wurde das Dorf Wielki Kack zu einem weiteren Bezirk von Gdingen. Im Jahr 1987 wurden Karwiny und Dohnasberg von Groß Katz abgetrennt.
In Wielki Kack kann man Gebäude aus früheren Jahrhunderten bewundern, die weltlicher Natur sind, wie alte Wohnhäuser oder ein Gasthaus. Neben den oben genannten Denkmälern befindet sich in der Gegend von Groß Katz in der Nähe der Bahnlinie Gdynia-Kościerzyna eine Kapelle namens Źródło Marii (Kaisersquelle), aus der ein gleichnamiger Bach entspringt.